# ルレ・サーミ語
ルレ・サーミ語（ルレ・サーミご、ルレ・サーミ語: julevsámegiella、英: Lule Sami language）はサーミ語の一つである。スウェーデンのルレ川流域周辺やノルウェーのヌールラン県北部の一部で話されている。特にテュスフィヨール市では、ルレ・サーミ語が公用語の一つとなっている。

## 言語名別称
- Saami, Lule
- Lule, Saami